# Hessen (soldaten)

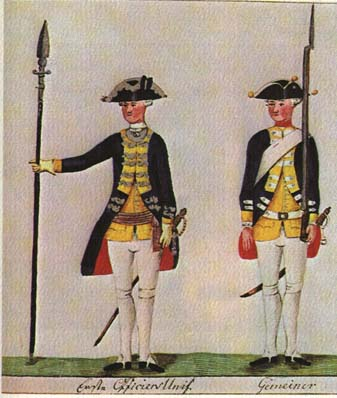
Hessische soldaten - 18e eeuw

De Hessische soldaten waren eenheden van Duitse soldaten die in de achttiende eeuw ingehuurd werden door het Britse leger. Ze werden onder meer ingezet tijdens de Amerikaanse Onafhankelijkheidsoorlog en in Ierland. Ze waren in blauw of groen uniform gekleed en vaak uitgerust met musket of lans, een sabel en soms een klein musket aan de heup.
In de Amerikaanse onafhankelijkheidsoorlog werden door de Britten meer dan dertigduizend Duitse soldaten ingezet, ruim de helft daarvan was uit Hessen afkomstig. De Amerikanen noemden daarom alle Duitsers in Britse dienst 'Hessen'. De eenheden vochten onder eigen vlag, gecommandeerd door de eigen Duitse officieren. Ze vormden een kwart van de strijdkrachten die de Britten naar Amerika zonden.